# Jan Janów
Jan Janów (Moszkowcach, 22 de novembre de 1888 - Cracòvia, 17 de desembre de 1952) va ser un lingüista i historiador polonès, especialitzat en l'estudi de la literatura religiosa.
Janów ensenyà a la Universitat de Lviv a Ucraïna i a la Universitat Jagellònica a Polònia. Va fer diverses enquestes lingüístiques a Ucraïna i el seu material inèdit sobre els hutsuls fou publicat sota la forma d'un atles lexical el 1996 per Janusz Rieger.

## Obres
- Gwara małoruska Moszkowiec i Siwki Naddniestrzańskiej z uwzględnieniem wsi okolicznych (1926)
- Z fonetyki gwar huculskich (1927)
- Z dziejów polskiej pieśni historycznej (1929)
- Język ruski w ewangeliarzu kaznodziejskim z Trościańca (1930)
- Przyczynki do lafiryndy (1932)
- Do dziejów "Historii Barlaama" w przekładzie rumuńskim (1933)
- Apokryf o dwunastu piątkach (1934)
- Wpływ słownictwa rumuńskiego na Podkarpaciu (1938)
- Problem klasyfikacji ewangeliarzy "uczytelnych" (1947)
- Leksykografia wschodnio-słowiańska do końca XVII wieku (1951, 2 част.)